# Contea di Tooele
La contea di Tooele, in inglese Tooele County, è una contea dello Stato dello Utah, negli Stati Uniti. Il capoluogo è Tooele.

## Geografia
La contea si trova nel nord-ovest dello Stato. Al nord-est si trova il Gran Lago Salato. La parte occidentale è ricoperta prevalentemente dal deserto del Gran Lago Salato. Al centro si trova la Skull Valley, tra i monti Cedar e Stansbury. Il confine est è dato dai monti Oquirrh, che separano la Tooele Valley dalla Valle del Lago Salato. La Riserva Skull Valley si trova nell'omonima valle.

### Contee confinanti
- Contea di Box Elder - nord
- Contea di Weber - nord-est
- Contea di Davis - est
- Contea di Salt Lake - est
- Contea di Utah - sud-est
- Contea di Juab - sud
- Contea di White Pine (Nevada) - sud-ovest
- Contea di Elko (Nevada) - ovest

## Storia
Sono state rinvenute tracce di siti indiani preistorici, ma la storia più unica è quella dei nativi Goshute, un ramo degli Shoshone che sono sopravvissuti a un clima estremamente difficile. Oggi la Riserva delle Tribù Confederate Goshute si trova parzialmente nella contea. La contea fu fondata nel 1850, con lo spelling Tuilla. Ci sono speculazioni sul nome della contea: una versione è che derivi dalla parole tule, che significa pianta palustre; un'altra è che derivi dalla parola Goshute tu-wada, che significa orso.

## Comuni

### Cities
- Erda
- Grantsville
- Lake Point
- Tooele (capoluogo)
- Wendover

### Towns
- Rush Valley
- Stockton
- Vernon

### Census-designated places
- Dugway
- Ophir
- Stansbury Park